# Víctor Robles
Pour les articles homonymes, voir Robles.
Víctor Enrique Robles Brito (né le 19 mai 1997 à Santo Domingo Este en République dominicaine) est un joueur de champ extérieur des Nationals de Washington de la Ligue majeure de baseball.

## Carrière
Víctor Robles signe en juillet 2013, à l'âge de 16 ans, son premier contrat professionnel, une entente avec les Nationals de Washington assortie d'une prime de 225 000 dollars US.
Au début 2016, Robles fait son entrée sur le classement annuel des 100 meilleurs joueurs d'avenir selon Baseball America et se trouve en 33e position. Au début 2017, la même publication le classe au 13e rang.
En juillet 2017, Robles participe au match des étoiles du futur.
Il fait ses débuts dans le baseball majeur avec Washington le 7 septembre 2017